# Friulisk
Det friuliske sprog (friulisk furlan) er et romansk sprog som tales af dele af befolkningen i det nordøst-italienske landskab Friuli.
Omkring 300.000 har friulisk som indfødt sprog, mens i alt omkring 600.000 taler friulisk. Mange af disse har italiensk som modersmål.
I den autonome region Friuli-Venezia Giulia har friulisk status som officielt sprog ved siden af italiensk og slovensk og bruges som skolesprog i mange kommuner.
Under fascismen blev sproget undertrykt.
Sproget er sandsynligvis nærmest beslægtet med ladinsk og rætoromansk.